# Los reyes del mundo

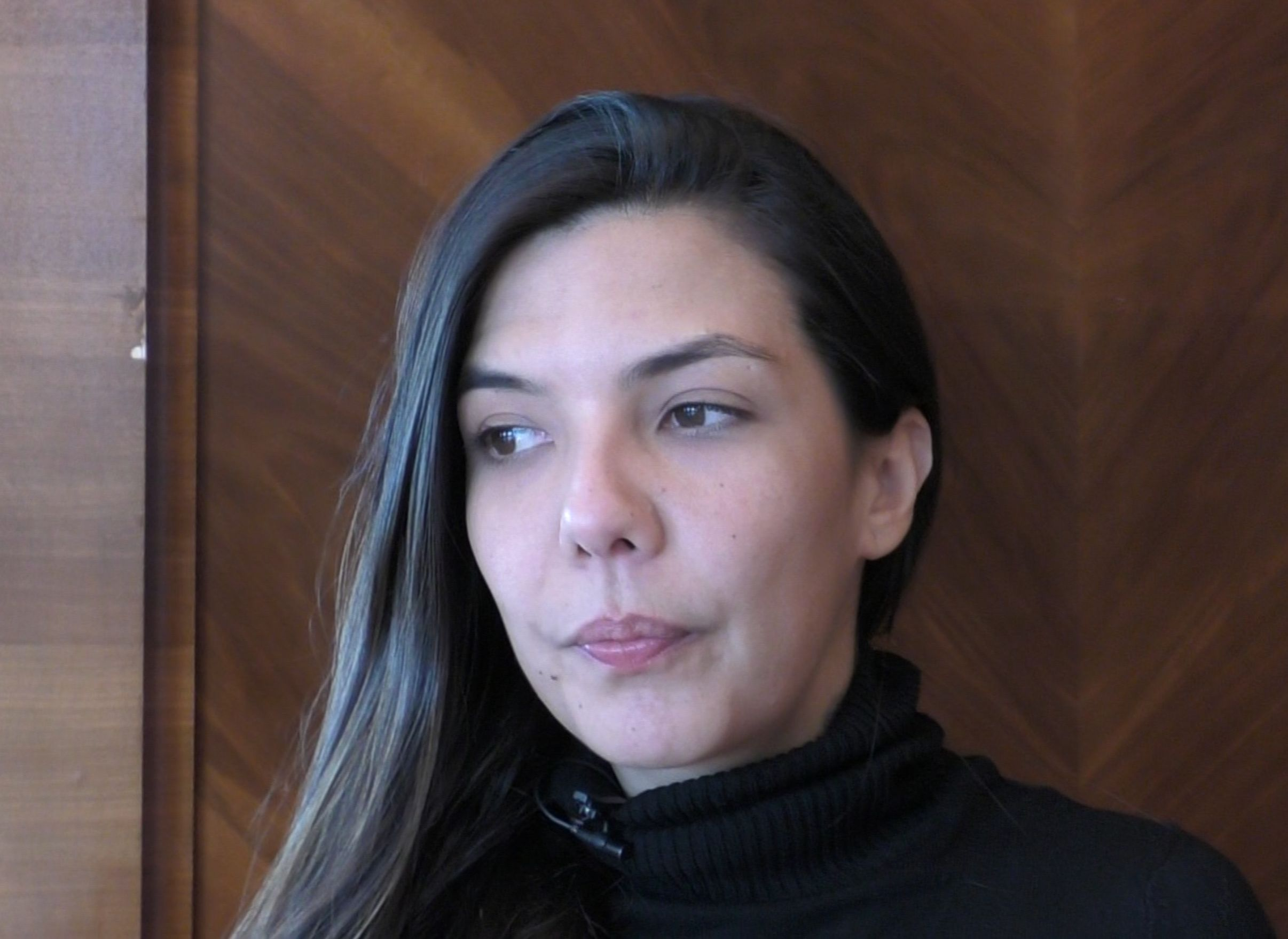
Laura Ortega (2017)

Los reyes del mundo (coneguda internacionalment: The Kings of the World) és una pel·lícula de carretera dramàtica dirigida per Laura Mora. Ambientat en Medellín, el drama tracta sobre cinc adolescents amics que viuen als carrers. Com a resultat, abandonen una ciutat colombiana per a començar de nou en el camp.
La coproducció entre Colòmbia, Luxemburg, França, Mèxic i Noruega es va estrenar al setembre de 2022 en el Festival Internacional de Cinema de Sant Sebastià on va obtenir la Conquilla d'Or a la millor pel·lícula.

## Sinopsi
Rá, Culebro, Sere, Winny i Nano viuen als carrers de Medellín. Els cinc nens ja no tenen cap contacte amb les seves famílies. Formen una espècie de clan fraternal en el qual han d'obrir-se camí en un món paral·lel sense lleis. En fer-ho, defensen ideals com l'amistat i la dignitat, però també mostren desobediència i resistència. En un perillós viatge entre el deliri i el no-res, el grup abandona la ciutat i s'endinsa en les profunditats de l'interior colombià. Allí esperen trobar un terreny que Rá va heretar de la seva difunta àvia. Com a milers d'altres colombians, una vegada va ser expulsada violentament per les  paramilitars. Després de la seva mort, Rá va rebre la "terra promesa" a través d'un programa de restitució del govern. Els nois fan amistats que els ajuden a avançar però també els adverteixen dels perills de la seva empresa. També coneixen a treballadores sexuals que els brinden atenció materna a curt termini.

## Recepció
Los reyes del mundo es va estrenar el 21 d'abril i al setembre de 2022 en el Festival Internacional de Cinema de Sant Sebastià.El treball es va projectar prèviament al Festival de Cinema de Toronto, on es va presentar als distribuïdors internacionals juntament amb altres deu pel·lícules aclamades per la crítica Van seguir altres invitacions en els programes dels festivals de cinema de Zuric (setembre) i Chicago (octubre).
Bteam Pictures la distribuirà als cinemes d'Espanya.

### Ressenyes
Cristóbal Soage (Cineuropa) va elogiar la pel·lícula com una "obra extraordinària" i a la directora Mora "com un dels majors talents del panorama cinematogràfic llatinoamericà modern", així com als joves actors del mateix nom. És "una història al·lucinògena tan cruel i dolorosa com a fascinant". També es va mostrar entusiasmat amb el treball de càmera de David Gallego, que captura "la bellesa commovedora de la selva colombiana […] en tota la seva esplendor". Soage va descriure les escenes entre els nois i les treballadores sexuals com "particularment commovedores". "Al final, sentim que hem estat testimonis d'una obra important, un retrat d'un temps i un lloc tan exhaustiu i precís com a poètic i commovedor", diu el crític.
Guy Lodge (Variety) va veure un "drama cru i poc convencional sobre la majoria d'edat" que transcendeix el sentimentalisme que tendeix a dominar el gènere "amb una energia delirant, fins i tot surrealista en la seva història de cinc nens del carrer de Medellín".

## Premis
Per Els reis del món, Laura Mora va guanyar el Gran Premi del Festival de Cinema de Sant Sebastià en la seva primera participació en la competència Conquilla d'Or, així com el Premi Feroz Zinemaldia i el Premi SIGNIS de l'Associació Catòlica Mundial per a la Comunicació. Ha estat convidada també als concursos internacionals de llargmetratges dels festivals de Zuric i Chicago.